# Élections législatives guatémaltèques de 2015
Les élections législatives guatémaltèques de 2015 se déroulent le 6 septembre 2015 pour élire les 158 députés du Congrès de la République. Elle se déroulent dans le cadre des élections générales en même temps que l'élection présidentielle.

## Contexte
Ces élections, organisées dans la précipitation en même temps que l'élection d'un nouveau président de la République, font suite à la démission et à l'arrestation du président Otto Pérez Molina, impliqué dans le réseau mafieux La Línea qui permettait à ses membres de toucher des pots-de-vin en échange de la réduction des taxes douanières accordée à certains importateurs. 

## Système électoral
Les 158 députés du congrès sont élus pour une période de 4 ans. Les élections se tiennent pour :
- une part dans des circonscriptions correspondant aux départements à l'exception du département de Guatemala qui est constitué d'une circonscription pour la ville et une autre pour les autres communes,
- l'autre part dans une circonscription nationale[1].

## Résultats
| Parti                                  | Voix      | %     | Sièges | +/– |
| -------------------------------------- | --------- | ----- | ------ | --- |
| Liberté démocratique rénovée (es)      | 885 620   | 19,10 | 44     | +30 |
| Union nationale de l'espérance         | 737 124   | 16,34 | 36     | −12 |
| Todos                                  | 479 100   | 10,62 | 18     | nv  |
| Parti patriote                         | 384 520   | 8,52  | 17     | −39 |
| Front de convergence nationale         | 425 467   | 9,43  | 11     | +11 |
| Rencontre pour le Guatemala (es)       | 173 957   | 3,86  | 7      |     |
| Engagement, renouveau et ordre         | 267 155   | 5,92  | 5      | −8  |
| Union du changement national (es)      | 187 756   | 4,16  | 6      | −8  |
| Unité révolutionnaire nationale- Winaq | 184 007   | 4,08  | 3      | +2  |
| Convergence                            | 178 212   | 3 84  | 3      | nv  |
| VIVA                                   | 241 335   | 3,66  | 5      |     |
| Parti de l'avance nationale            | 142 525   | 3,16  | 3      | +1  |
| Partido Fuerza                         | 102 091   | 2,26  | 2      | nv  |
| Front républicain guatémaltèque        | 52 422    | 1,16  | 0      | −1  |
| Autres                                 |           |       |        |     |
| Blancs et nuls                         | 738 082   | 13,73 | –      | –   |
| Total                                  | 5 375 103 | 100   | 158    | 0   |
| Inscrits/participation                 | 7 556 873 | 71,13 | –      | –   |